# Brekinja
Brekinja är ett samhälle i Bosnien och Hercegovina.   Det ligger i entiteten Republika Srpska, i den nordvästra delen av landet, 190 km nordväst om huvudstaden Sarajevo. Brekinja ligger 215 meter över havet och antalet invånare är 238.
Terrängen runt Brekinja är platt norrut, men söderut är den kuperad.Närmaste större samhälle är Prijedor, 17,6 km söder om Brekinja. 
Omgivningarna runt Brekinja är en mosaik av jordbruksmark och naturlig växtlighet. Runt Brekinja är det ganska tätbefolkat, med 67 invånare per kvadratkilometer.